# 10567 Francobressan
10567 Francobressan eller 1994 CV är en asteroid i huvudbältet som upptäcktes den 7 februari 1994 av Farra d'Isonzo-observatoriet i Farra d'Isonzo. Den är uppkallad efter den italienska matematikern och amatörastronomen Franco Bressan.
Den tillhör asteroidgruppen Astraea.